# Хераскова, Татьяна Николаевна
Татьяна Николаевна Хераскова (род. 17 января 1939) — советский и российский учёный-геолог, специалист в области тектоники, геологии и нефтегазоносности осадочных бассейнов, доктор геолого-минералогических наук, профессор. Лауреат Премии имени Н. С. Шатского АН СССР (1988) и РАН (2015).

## Биография
Родилась 17 января 1939 года в Москве, в семье одного из основоположников учения о геологических формациях, доктора геологических наук Н. П. Хераскова (1906—1965).
С 1958 по 1963 год обучалась на геологическом факультете Московского государственного университета получив специальность геолога-нефтянника.
С 1969 по 1972 год обучалась в аспирантуре по кафедре истории и региональной геологии Геологического факультета МГУ.
С 1963 года на научно-исследовательской работе в Геологическом институте АН СССР (с 1991 года — РАН) в качестве младшего, старшего, ведущего и главного научного сотрудника Лаборатории геодинамики позднего докембрия и фанерозоя.
В 1972 году защитила кандидатскую диссертацию по теме: «Строение и условия образования вендских и кембрийских отложений Байконурского синклинория: Улутау, Центральный Казахстан».
В 1984 году защитила докторскую диссертацию на соискание учёной степени доктор геолого-минералогических наук по теме: «Формации начальных этапов развития геосинклиналей (на примере каледонид Казахстана, Алтае-Саянской области и Западной Монголии)». Т. Н. Херасковой было написано более двухсот научных работ, трёх монографий, атласа тематических и тектонических карт, являлась автором трёх книг и двадцати восьми научных статей в научных журналах «Геотектоника», «International Science Project», «Литосфера», «Геоинформатика», «Геотектоника» и «Георесурсы».
С 1995 года одновременно с научной занималась и педагогической работой в МГУ в качестве преподавателя и доцента кафедры геотектоники геологического факультета этого университета.

## Научная деятельность
Основная научно-педагогическая деятельность связана с вопросами в области геодинамики, сейсмостратиграфии, тектоники, геологии и нефтегазоносности осадочных бассейнов. Т. Н. Хераскова являлась членом Диссертационного совета общей и региональной геологии (геолого-минералогические науки) Геологического факультета МГУ и заместителем председателя Диссертационного совета по тектонике Геологического института РАН, являлась заместителем главного редактора журнала «Геотектоника». Т. Н. Хераскова являлась членом организационного комитета Всероссийского совещания по фундаментальным проблемам изучения вулканогенно-осадочных, терригенных и карбонатных комплексов проходившее под эгидой Отделение наук о Земле РАН (2020).
Область научных интересов: сейсмостратиграфия, седиментология, тектоника осадочных бассейнов, геодинамика.

### Основные труды
Автор более 150 научных публикаций, 3 монографий, тектонических карт и атласа тематических карт, среди них:
- Строение и условия образования вендских и кембрийских отложений Байконурского синклинория : Улутау, Центральный Казахстан. — Москва, 1972. — 288 с.
- Венд Центрального Казахстана / Под ред. Ю. А. Зайцева. — Москва : Изд-во Моск. ун-та, 1979. — 251 с.
- Формации начальных этапов развития геосинклиналей (на примере каледонид Казахстана, Алтае-Саянской области и Западной Монголии). — Москва, 1984. — 478 c.
- Венд-кембрийские формации каледонид Азии / Т. Н. Хераскова. — М. : Наука, 1986. — 246 с[9]
- International Geological Map of Asia at Scale: 1:5 000 000 (IGMA) / Kheraskova T. N., et al. место издания Cartographic Publishing House Beijing
- Оренбургский тектонический узел: геологическое строение и нефтегазоносность / Т. Н. Хераскова. — М. :Научный мир. 2013. — 264 с. ISBN 978-5-91522-351-5
- Tectonics of Northern, Central and Eastern Asia: explanatory note to the Tectonic map of Northern — Central — Eastern Asia and Adjacent Areas at scale 1:2,500,00 / Petrov O.V., Leonov Yu G., Pospelov I.I., Kheraskova T.N., Samigin S.G., Kurchavov A.M., et al. место издания VSEGEI Printing Hous Saint Petersburg, 2014 с. — 192 с. ISBN 978-5-93761-215-1[4]

## Награды и премии
- 1988 — Премия имени Н. С. Шатского АН СССР — за серию работ по теме «Раннегеосинклинальные формации и структуры».
- 2015 — Премия имени Н. С. Шатского РАН — за цикл работ, посвящённых изучению глубинного строения Восточно-Европейской платформы (монографии: «Астраханский карбонатный массив: строение и нефтегазоносность» и «Оренбургский тектонический узел: геологическое строение и нефтегазоносность»)[10]